# ستيفن هاغن
ستيفن هاغن (بالنرويجية البوكمول: Steffen Hagen)‏ هو لاعب كرة قدم نرويجي في مركز الدفاع، ولد في 8 مارس 1986 في كريستيانساند في النرويج. شارك مع منتخب النرويج تحت 18 سنة لكرة القدم ومنتخب النرويج تحت 19 سنة لكرة القدم ومنتخب النرويج تحت 21 سنة لكرة القدم ومنتخب النرويج لكرة القدم. أما مع النوادي، فقد لعب مع نادي أود.

## وصلات خارجية
- ستيفن هاغن على موقع اتحاد النرويج (النرويجية)
- ستيفن هاغن على موقع قاعدة بيانات كرة القدم.إي يو (الإنجليزية)
- ستيفن هاغن على موقع ناشيونال فوتبول تيمز (الإنجليزية)
- ستيفن هاغن على موقع Soccerway.com (الإنجليزية)